# Obecná biologie
Pojmem obecná biologie se jednak může myslet průřezový obor biologie pojednávající o společných základech živých soustav, jednak se jím může myslet biologie nezávislá na konkrétní historii života na planetě Zemi, tj. obecná nauka o možném vývoji živých systémů kdekoliv ve Vesmíru. V tomto druhém smyslu ji popsal Stuart Kauffman ve své knize Čtvrtý zákon.